# 양산 안적암 동종
양산 안적암 동종(梁山 安寂庵 銅鐘)은 대한민국 경상남도 양산시 하북면, 안적암에 있는 동종이다.
1988년 12월 23일 경상남도의 문화재자료 제169호 안적암 동종으로 지정되었다가, 2018년 12월 20일 현재의 명칭으로 변경되었다.

## 개요
종은 절에서 쓰이는 도구 중 하나로서 시간이나 의례를 알리거나, 복음을 전달하는데 사용한다.
안적암은 내원사 계곡에 있었다고 전하는 89암자 중의 하나로서, 내원사 창건 당시 암자가 폐쇄되었던 것을 조선 인조 24년(1646)에 영훈대사가 중건한 것으로 비교적 잘 보존되어 있다.
이 종은 어깨부분에 '범'자를 원안에 새겼으며, 몸통 위쪽 주위에는 돌출된 9개의 유두가 있었으나 2개는 파손되었다.

## 같이 보기
- 양산 안적암 대웅전 - 경상남도 유형문화재 제119호

## 참고 문헌
- 양산 안적암 동종 - 국가유산청 국가유산포털